# Platysenta circuita
Platysenta circuita là một loài bướm đêm trong họ Noctuidae.